# Museo Surazo
El Museo de Artes Visuales Surazo es un museo chileno que se encuentra ubicado en la provincia de Osorno, Región de Los Lagos en la calle Manuel Antonio Matta con Francisco Bilbao, funciona en el primer piso del museo. El objetivo principal de este lugar es brindar un espacio propio para las artes visuales, pinturas, grabados, dibujos, esculturas e instalaciones, también se realizan conciertos, presentaciones literarias, lanzamientos de libros , conferencias culturales y celebración de acontecimientos importantes para las artes en general.

## Historia
En la Región de los Lagos es donde esta actualmente ubicado el museo Surazo de arte, donde antes de ser traspasado al GRUPO -  ARTE era una casona construida por Lupercio Martínez Asenjo, un agricultor de la época en 1921.Fue inaugurado el 23 de abril de 2003 con la presencia de la subsecretaria de bienes nacionales Paulina Saball quien firma el decreto de comodato que traspasa el espacio de Manuel Antonio Matta 812 a la corporación Grupo- Arte donde funciona desde entonces. A la inauguración asistieron autoridades de la provincia, personeros culturales, artistas e invitados especiales.
Surazo es un término campesino que significa "viento que viene del sur".

## Historia del Grupo-Arte de Osorno
Es una corporación cultural de derecho privado sin fines de lucro, que creó el espacio museo Surazo de artes. Inicia sus actividades públicas como agrupación informal en la conferencia " el arte en el desarrollo del hombre", dictada por el académico e integrante del GRUPO - ARTE Jorge Zepeda Araya.
Su mayor objetivo dentro del museo es fomentar las artes y la cultura en todas sus expresiones, actuando como agente cultural. También fomenta el arte emergente dentro de su comunidad, ayudando a todos quienes desean mostrar y participar dentro de las actividades del museo.
Una de sus principales actividades, dentro del museo es el reconocimiento cultural "Unión de las Artes" que destaca cada año a una persona que haya dedicado su vida al desarrollo de un área de las artes y a la formación de nuevos artistas dentro de la comunidad de Osorno.

### Directorio
El directorio del GRUPO - ARTE está conformado por; Albertina Marambio Vidal (presidenta), Gabriela Suárez Bastidas (vicepresidenta), Patricia Gallardo Castro (secretaria), Rosana Rojas León (tesorera), Nelsa Henríquez Valenzuela, Elisabeth Acuña Anfossi y Eduardo Santibáñez Olivares (directores).

## Talleres
- Taller de Raúl Paredes, el taller del artista visual Raúl Paredes busca dar la posibilidad a las personas que sientan inquietud por aprender y expresarse a través de la experimentación con diversas técnicas desde las tradicionales a las más contemporáneas y avanzadas.
- Taller "Color profundo", está integrado por Susy Neira, Lyn Carol Rosa, Orietta Ernst y Estela Álvarez-Santullano. Es un espacio que nació para compartir la afición por la pintura, desarrollar proyectos, compartir ideas en un espacio netamente relacionado con el arte, permitiendo desarrollar de mejor manera la creatividad y la posibilidad de retroalimentarse con las diferentes actividades y los otros talleres que existen en el museo.
- Taller de Jazz, la idea principal de este taller es practicar el Jazz tradicional y difundir esta corriente a la comunidad. La banda se compone de nueve integrantes. Este taller está a cargo del Sr. Ramiro lagos y funciona como sala de ensayo y aprendizaje en dependencias del Museo Surazo. Dentro de las actividades de difusión, el taller está abierto a la incorporación de integrantes que deseen practicar esta música. Actualmente funcionan tres bandas: La south side jazz band y la "paralela band y Jazz Street Blues" que incursiona en el jazz tradicional y música popular.
- Taller de diseño, NES Diseño se incorpora al MAV Surazo el 2010 con la idea de contar con un espacio de trabajo ideal para la creación e innovación. NES Diseño aporta con servicios de Diseño integral al MAV Surazo y la ciudadanía, respondiendo a las necesidades con soluciones de comunicación visuales y funcionales.[2]